# Дератани, Николай Фёдорович
Николай Фёдорович Дератани (5 марта 1884—13 января 1958) — русский советский филолог-антиковед; заведующий кафедрой классической филологии МГУ (1949—1958), профессор ИКП и МГПИ им. В. И. Ленина, заслуженный деятель науки РСФСР.

## Биография
Родился 5 марта 1884 года. После обучения на историко-филологическом факультете Московского университета в 1910 году был оставлен на кафедре классической филологии для приготовления к профессорскому званию; в 1912 году после сдачи магистерских экзаменов в качестве приват-доцента университета стал читать лекции по античной литературе и античному стихосложению. Два года провёл в научной командировке за границей, в Германии учился у известного филолога Э. Нордена. В 1916 году Н. Ф. Дератани защитил диссертацию «О риторике в ранних произведениях Овидия» (магистерская диссертация на латинском языке), опубликовал (также на латинском языке) статьи «О декламациях Квинтилиана» (1925, 1927), «Реализм в декламациях» (на французском языке, 1929), «Образ тирана в трагедии Эсхила „Прометей прикованный“» (1929); перевёл «Панегирик» Исократа.
До революции примыкал к партии октябристов, позднее воспринял марксистский подход. В 1923 году преподавал русский язык в 3-м строительном техникуме; Был членом НИИ 1-го МТУ; был секретарём Института языкознания и истории литературы; был преподавателем латинского языка на заочных фармацевтических курсах Наркомздрава РСФСР, позднее работал в Институте красной профессуры.
Был составителем «Хрестоматии по истории античной литературы» (В двух томах. Том 1. Греческая литература; Том 2. Римская литература. — 7 переизданий с 1935 по 1965 год).
Вступив в Коммунистическую партию (в 1940), написал ряд работ, представляющих собой попытку пересмотра истории античной литературы с позиций марксизма. По результатам кампании, посвящённой «борьбе с космополитизмом», в 1949 году сменил С. И. Радцига на должности заведующего кафедрой классической филологии МГУ. В 1954 году под редакцией Дератани на смену признанному идеологически несостоятельным учебнику римской литературы акад. М. М. Покровского вышел новый учебник по истории римской литературы с ярко выраженной социологической направленностью.
По оценке Н. А. Фёдорова, Дератани как исследователь был «… довольно серьёзный. Без великого полета, но диссертацию по Овидию писал по латыни. Грушка о нём говорил, что в нём „много пота и мало таланта“, потом он публиковал статьи во французских журналах и был достаточно продуктивен, но был всегда очень в струе. Дератани никогда не был впереди, поэтому в 20-е — 30-е гг. в нём преобладала вульгарная социология, откровеннейшая. <...> Он был суховат, сдержан, в футляре. Хотя не злой. Внешне он напоминал вот тот самый тип революционного интеллигента. <...> Он в преподавании был очень сух и зашорен, но материал знал великолепно. <...> И тут же рядом были его социологические статейки, которые очень нравились редакторскому начальству, но на деле представляли собой ничтожную величину».
Похоронен на Ваганьковском кладбище (21 уч.).